# Israëlische parlementsverkiezingen 2006

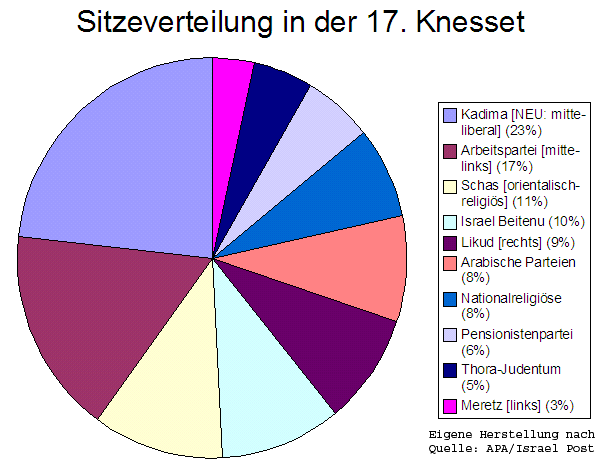

Op 28 maart 2006 werden er in Israël verkiezingen voor de 17e Knesset (het parlement) gehouden. Deze waren een gevolg van een afspraak tussen premier Ariel Sharon en de nieuwe leider van de Arbeidspartij, Amir Peretz.

De opkomst was met 63,2% historisch laag: nog nooit eerder waren zo weinig stemgerechtigde Israëlische burgers wezen stemmen.
Zoals verwacht won Kadima maar minder dan de peilingen hadden aangegeven: ze kwam op 29 zetels uit. De linkse Arbeidspartij werd tweede met 19 zetels. Derde werd zowel de rechtse Likoed die slechts 12 zetels kreeg alsook de orthodox-religieuze Shas-partij die eveneens 12 zetels wist te bemachtigen. Een aantal andere partijen van deze richting behaalden bij elkaar 15 zetels.

Een verrassing was de winst voor Jisrael Beeténoe, een rechtse op Russische Joden steunende partij die 11 zetels behaalde. Opmerkelijk was ook dat een seniorenpartij 7 zetels in de wacht sleepte. De resterende 15 zetels vielen toe aan een aantal kleine partijen die in verregaande mate een Palestijnse staat naast die van Israël wensen, zoals Hadash en Balad.
Op 12 april was de uitslag officieel bekend en daarmee definitief. Op 17 april werden de nieuwe Knessetleden beëdigd; 38 leden deden voor het eerst hun intrede in het parlement. Het aantal vrouwen bedraagt 17.

## Achtergrond
De beslissing om nieuwe parlementsverkiezingen te houden werd genomen toen Amir Peretz, de op 9 november 2005 als opvolger van Shimon Peres nieuw gekozen leider van de Arbeidspartij (Avoda), in november 2005 besloot Avoda uit de regering-Sharon te halen. Peretz vroeg daarop premier Ariel Sharon nieuwe verkiezingen uit te schrijven die daarmee akkoord ging. Later werd de datum 28 maart 2006 geprikt.
Op 20 november 2005 werd bekendgemaakt dat Sharon uit de Likoedpartij was gestapt en bezig was met het vormen van een nieuwe centrumpartij. Kort daarop presenteerde Sharon zijn nieuwe partij Kadima ('Voorwaarts'). De vorige voorzitter van Avoda, Shimon Peres, werd na enige aarzeling lid van Kadima. Kadima heeft vrede met de Palestijnen - onder Israëlische voorwaarden - hoog in het vaandel staan.
Op 20 december 2005 werd Benjamin Netanyahu tot voorzitter van Likoed gekozen en volgde hiermee Sharon op.
Het leek er sterk op dat Likoed een zware nederlaag zou lijden en dat de nieuwe, grotendeels uit de Likoed voortkomende Kadima, een grote overwinning zou behalen. Dit bleek ook inderdaad het geval. Deze overwinning hing nauw samen met Sharons charisma. Op 4 januari 2006 was Sharon getroffen door een hersenbloeding en in coma geraakt. Ehud Olmert, vicepremier en lid van Sharons Kadima, was tot waarnemend premier benoemd. Op 31 januari 2006 had Kadima haar kandidatenlijst gepresenteerd. Op nummer één stond niet de nog altijd in coma verkerende Sharon maar Olmert, op nummer twee stond Shimon Peres en op nummer drie minister van Buitenlandse Zaken Tzipi Livni.
In peilingen van januari en februari 2006 ging Kadima nog steeds aan de leiding, zij het minder spectaculair dan onder Sharon.

## De partijen
De Knesset (parlement) telt 120 zetels. De verkiezingen zijn volgens de d'Hondtmethode gehouden. De leider van de grootste partij gaat voor het premierschap. Ten minste 61 leden van de Knesset moet de premierskandidaat een vertrouwensstem geven.

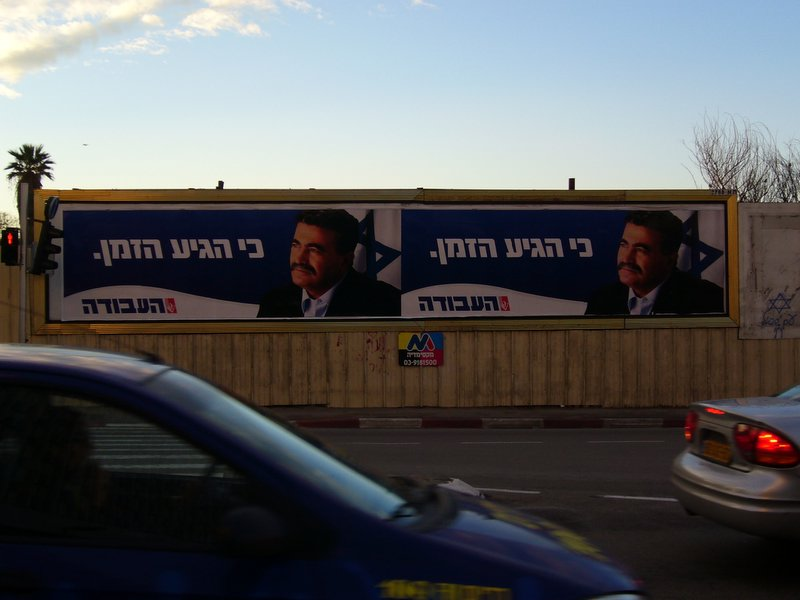
Campagne van Avoda. De man op de poster is Amir Peretz, de in 2005 gekozen leider van die partij

| Partij                          | Letter op stembiljet | Nederlandse benaming                                          | huidig zetelaantal | informatie                                                                                           |
| ------------------------------- | -------------------- | ------------------------------------------------------------- | ------------------ | --- |
| Kadima                          | כן                   | Voorwaarts                                                    | 14                 | Nieuwe partij (afsplitsing van Likoed), centristisch                                                 |
| Avoda                           | אמת                  | Arbeidspartij                                                 | 21                 | Sociaaldemocratische partij                                                                          |
| Likoed                          | מחל                  | Eenheid                                                       | 29                 | Centrumrechtse partij                                                                                |
| Hetz                            | חץ                   | Pijl                                                          | 9                  | Antiklerikaal, seculier                                                                              |
| Shinui                          | יש                   | Verandering                                                   | 2                  | Seculier, centristisch                                                                               |
| Shas                            | שס                   | Wereldunie van Sefardisch-Joodse Thora Bewaarders             | 11                 | Orthodox-Joods, Sefardisch                                                                           |
| Jahahoedat ha-Torah             | ג                    | Verenigd Thora-jodendom                                       | 5                  | Orthodox-Joods, Asjkenazisch                                                                         |
| Halchoed HaLe'oemie - Mafdal    | טב                   | Nationale Unie - Nationaal-Religieuze Partij                  | 10                 | Religieus-zionistisch, nationalistisch; lijstverbinding Mafdal en Nationale Unie                     |
| Jisrael Beeténoe                | ל                    | Israël, Ons Vaderland                                         | 3                  | Conservatief, voornamelijk gericht op Russische immigranten                                          |
| Meretz-Yachad                   | מרצ                  | Tezamen/Gezamenlijk                                           | 5                  | Sociaaldemocratisch                                                                                  |
| Ra'am-Ta'al                     | עם                   | Verenigde Arabische Lijst-Arabische Beweging voor Vernieuwing | 3                  | Arabisch, Islamitisch                                                                                |
| Balad                           | ד                    | Nationaal-Democratische Alliantie                             | 3                  | Arabisch, nationalistisch                                                                            |
| Hadash                          | ו                    | Het Democratisch Front voor Vrede en Gelijkheid               | 2                  | Gecombineerde Joods/Arabische partij, communistische georiënteerd                                    |
| Tafnit                          | פ                    | Keer Om                                                       |                    | Nieuwe partij, anti-corruptiepartij, centristisch                                                    |
| Ale Yarok                       | קנ                   | Groen Blad                                                    |                    | Partij voor legalisering soft-drugs, vóór huwelijken van personen van gelijke sekse                  |
| Brit Olam                       | ה                    | Eeuwige Unie                                                  |                    | Liberaal, gericht op welzijn en ontplooiing van het individu, neemt de Tien Geboden als uitgangspunt |
| Gil - Gimla'ej Jisrael LaKneset | זך                   | Gepensioneerden van Israël in de Knesset                      |                    | Partij voor gepensioneerden en ouderen                                                               |
| Do`am - Mifleget Po`alim        | ק                    | Democratische Actie Organisatie - Werkerspartij               |                    | Communistisch                                                                                        |
| HaJeroekim                      | רק                   | Groene Partij van Israël                                      |                    | Ecologisch                                                                                           |
| HaLev                           | פץ                   | Het Hart - Partij voor de Oorlog tegen Banken                 |                    | Anti-corruptiepartij                                                                                 |
| Ha-Miflaga ha-Leumit ha-Aravit  | קפ                   | Arabisch Nationale Partij                                     |                    | Arabisch                                                                                             |
| HaTsinonut HaKhadashah          | צה                   | Het Nieuwe Zionisme                                           |                    | Komt op voor Holocaustslachtoffers/overlevers                                                        |
| Khazit Jehoedit Le'oemit        | כ                    | Nationaal Joods Front                                         |                    | Joods nationalistisch, extreemrechts                                                                 |
| Lev                             | פז                   | Hart                                                          |                    | Partij voor Joden oorspronkelijk afkomstig uit Centraal-Azië                                         |
| Heroet                          | נץ                   | Vrijheid                                                      |                    | Rechts, nationalistisch                                                                              |
| Lekhem                          | ז                    | Brood                                                         |                    | |
| Lider                           | ף                    | Progressieve Liberaal-Democratische Partij                    |                    | Partij van Russische immigranten, verbonden met de Liberaal-Democratische Partij van Rusland         |
| Oz LaAnijim                     | פכ                   | Kracht voor de Armen                                          |                    | Socialistisch                                                                                        |
| Atid Ekhad                      | זה                   | Onze Toekomst                                                 |                    | Partij van Ethiopische immigranten                                                                   |
| Tsedeq I-Kol (Ra'aSH)           | קז                   | Rechtvaardigheid voor Allen                                   |                    | |
| Tsomet                          | כץ                   |                                                               |                    | Nationalistisch                                                                                      |

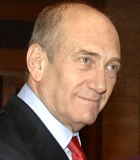
Ehud Olmert (Kadima)
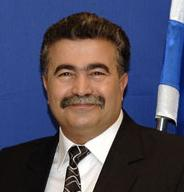
Amir Peretz (Avoda)

## Uitslag
| Logo | Partij                          | Letter op stembiljet | Nederlandse benaming                                          | %    | zetels   |
| ---- | ------------------------------- | -------------------- | ------------------------------------------------------------- | ---- | -------- |
|      | Kadima                          | כן                   | Voorwaarts                                                    |      | 29       |
|      | Avoda                           | אמת                  | Arbeidspartij                                                 |      | 19 (0)   |
|      | Likoed                          | מחל                  | Eenheid                                                       |      | 12 (-26) |
|      | Shas                            | שס                   | Wereldunie van Sefardisch-Joodse Thora Bewaarders             |      | 12 (+1)  |
|      | Jisrael Beeténoe                | ל                    | Israël, Ons Vaderland                                         |      | 11 (+8)  |
|      | Halchoed HaLe'oemie - Mafdal    | טב                   | Nationale Unie - Nationaal-Religieuze Partij                  |      | 9 (-1)   |
|      | Gil - Gimla'ej Jisrael LaKneset | זך                   | Gepensioneerden van Israël in de Knesset                      |      | 7        |
|      | Jahahoedat ha-Torah             | ג                    | Verenigd Thora-jodendom                                       |      | 6 (+1)   |
|      | Meretz-Yachad                   | מרצ                  | Tezamen/Gezamenlijk                                           |      | 5 (-1)   |
|      | Ra'am-Ta'al                     | עם                   | Verenigde Arabische Lijst-Arabische Beweging voor Vernieuwing |      | 4 (+2)   |
|      | Hadash                          | ו                    | Het Democratisch Front voor Vrede en Gelijkheid               |      | 3 (+1)   |
|      | Balad                           | ד                    | Nationaal-Democratische Alliantie                             |      | 3 (0)    |
|      | Overigen                        |                      |                                                               |      |          |
|      | Totaal (opkomst 63,2%)          |                      |                                                               | 100% | 120      |

NB. Partijen die geen zetels hebben behaald, zijn na de verkiezingsuitslag ingedeeld bij 'overigen' (vanwege de percentageberekening).

## Externe links

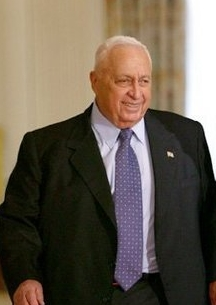
Ariel Sharon, de sinds januari 2006 in coma verkerende Israëlische minister-president en oprichter van Kadima
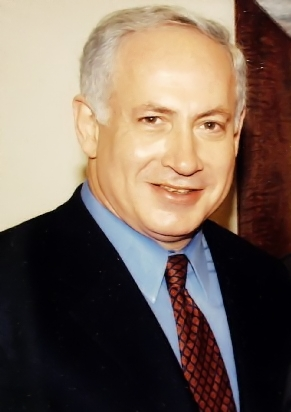
Benjamin Netanyahu volgde in december 2005 Sharon op als voorzitter van Likoed
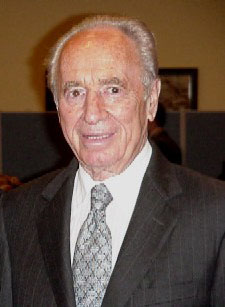
Shimon Peres, tot november 2005 voorzitter van Avoda, thans de nr. 2 op de lijst van Kadima